# Stortjärnen (Svanskogs socken, Värmland)
Stortjärnen är en sjö i Bengtsfors kommun och Säffle kommun i Värmland och ingår i Göta älvs huvudavrinningsområde. Sjön har en area på 0,189 kvadratkilometer och ligger 225,7 meter över havet.

## Delavrinningsområde
Stortjärnen ingår i det delavrinningsområde (656483-130745) som SMHI kallar för Utloppet av Dalsjön. Medelhöjden är 183 meter över havet och ytan är 26,12 kvadratkilometer. Det finns inga avrinningsområden uppströms utan avrinningsområdet är högsta punkten. Åmålsån som avvattnar avrinningsområdet har biflödesordning 2, vilket innebär att vattnet flödar genom totalt 2 vattendrag innan det når havet efter 220 kilometer. Avrinningsområdet består mestadels av skog (87 procent). Avrinningsområdet har 2,17 kvadratkilometer vattenytor vilket ger det en sjöprocent på 8,3 procent.